# FK Kolubara
FK Kolubara (serbiska:ФК Колубара) är en professionell fotbollsklubb från Lazarevac, Belgrad, Serbien. De spelar för närvarande i den serbiska superligan.

## Historia
Under Jugoslavien-tiden tillbringade klubben två säsonger i rad i näst högsta divisionen, men spelade för det mesta längre ner i seriesystemet. I den av NATO:s bombningar förkortade säsongen 1998–99 så spelade man i andra divisionens östra gren och slutade där på femte plats. Klubben tillbringade de kommande tre åren i andra divisionen, för att sedan återigen degraderas. De nådde sin största framgång genom att nå semifinal i Serbien och Montenegros inhemska cup säsongen 2005–06 där de förlorade med 4–1 borta mot OFK Beograd. Efter att ha tillbringat sex säsonger i division 3 vann klubben sin uppflyttning. Sedan säsongen 2021-2022 spelar klubben för första gången i serbiska superligan.

## Meriter
Serbiska Ligan Belgrad (nivå 3)
- 2007–08, 2013–14

Belgrad Zonens Liga (Nivå 4)
- 2003–04

## Placering senaste säsonger
| Säsong  | Nivå | Liga                | Placering | Webbplats | Notering                   |
| ------- | ---- | ------------------- | --------- | --------- | -------------------------- |
| 2019/20 | 2    | Prva liga           | 5         | [ 1 ]     |                            |
| 2020/21 | 2    | Prva liga           | 2         | [ 2 ]     | Uppflyttad till Superligan |
| 2021/22 | 1    | Serbiska superligan | 10        | [ 3 ]     |                            |
| 2022/23 | 1    | Serbiska superligan | 15        | [ 4 ]     | Nedflyttad till Prva liga  |
| 2023/24 | 2    | Prva liga           |           | [ 5 ]     |                            |

## Färger
FK Kolubara spelar i svart och grön trikåer, bortastället är vit.
| FK KOLUBARA | FK KOLUBARA |

### Dräktsponsor
- 20??–nutid SVN7

### Trikåer
| Hemmakit | Hemmakit | Hemmakit | 2021–2022 s. |